# Sylwester Braun

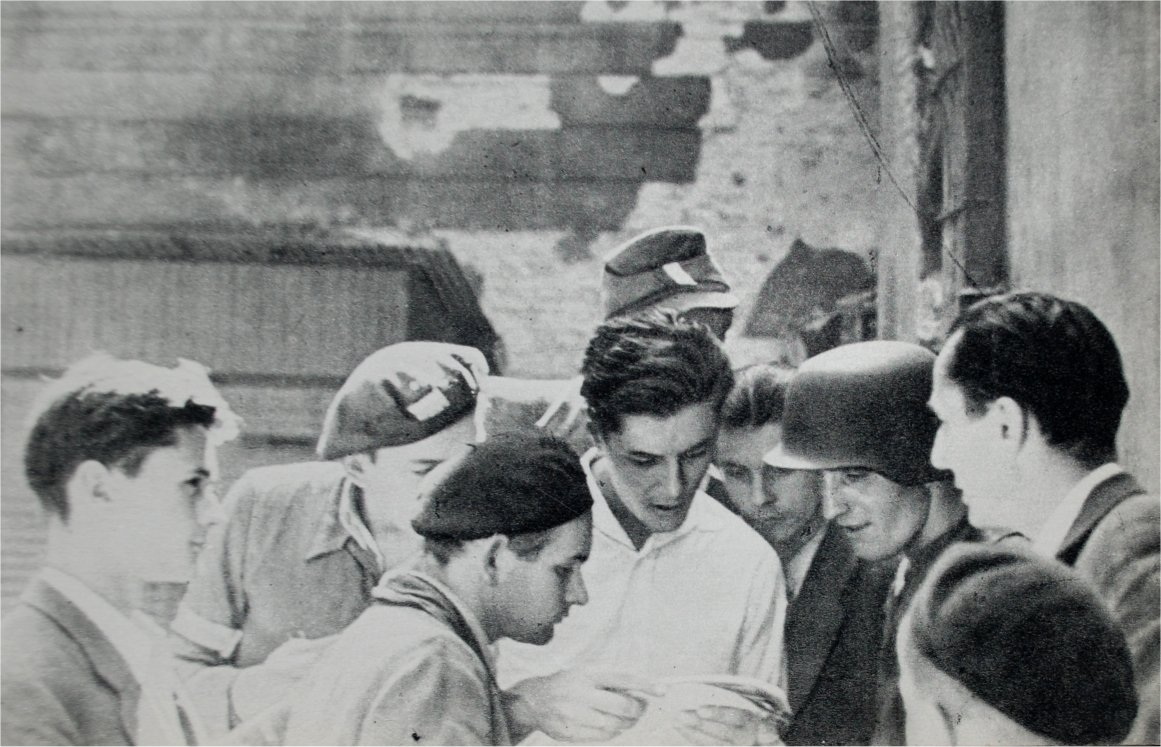
Sylwester Braun tháng 8 năm 1944

Sylwester Braun (mật danh "Kris", sinh ngày 1 tháng 1 năm 1909 tại Warszawa – mất ngày 2 tháng 2 năm 1996 tại Warszawa) là nhiếp ảnh gia Ba Lan, sĩ quan Armia Krajowa. Ông là tác giả của những bức ảnh về  Ba Lan thời Đức Quốc xã chiếm đóng và Khởi nghĩa Warszawa.
Braun sinh ngày 1 tháng 1 năm 1909 tại Warszawa. Trong cuộc nổi dậy Warszawa, ông đã chụp 3000 bức ảnh về các trận chiến, chân dung con người, sự tàn phá và cuộc sống hàng ngày trong thành phố chiến đấu. Nói chung, địa bàn hoạt động của ông là Warszawa-Śródmieście. Sau khi cuộc khởi nghĩa thất bại, ông chạy trốn khỏi thành phố. Tháng 1 năm 1945, ông chạy trốn sang Thụy Điển, đến năm 1964 thì nhập cư vào Hoa Kỳ. Năm 1981, ông chuyển giao các bản lưu trữ của tập bức ảnh chụp tại trận chiến cho Bảo tàng Lịch sử Warszawa.
Sylwester Braun qua đời tại thủ đô Warszawa. Thi hài ông được chôn cất tại nghĩa trang Powązki.
Tác phẩm nổi bật của nhiếp ảnh gia Braun: Reportaże z Powstania Warszawskiego (Báo cáo từ chiến trường Khởi nghĩa Warszawa), Warszawa 1983, ISBN 8303000888.

## Thư viện ảnh do Sylwester Braun chụp

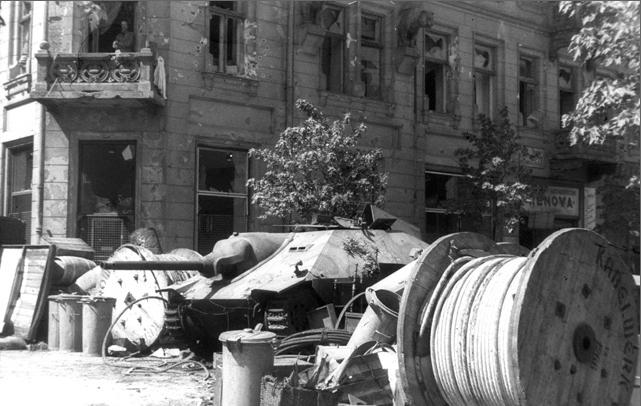
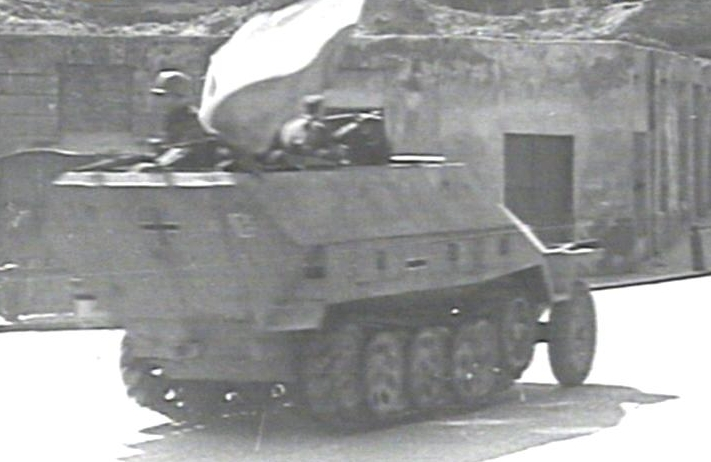
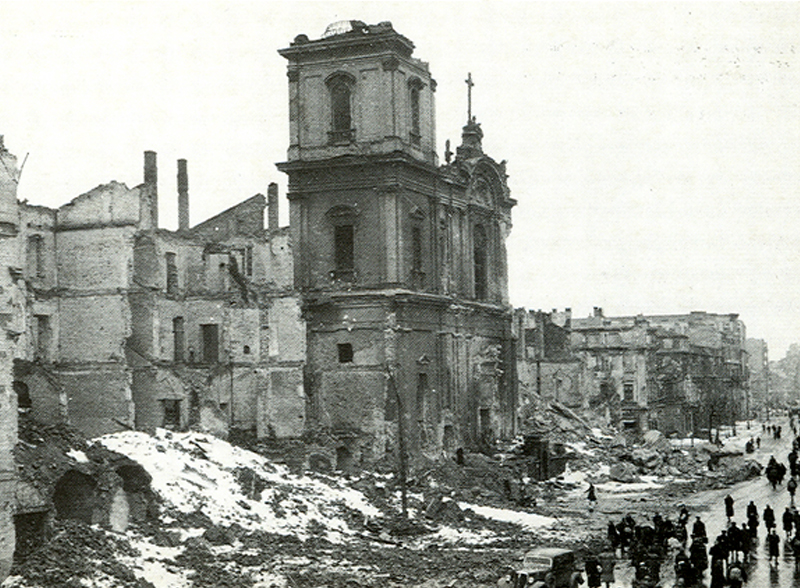
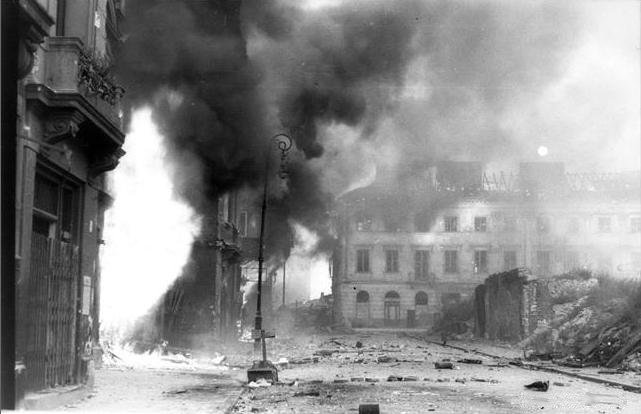
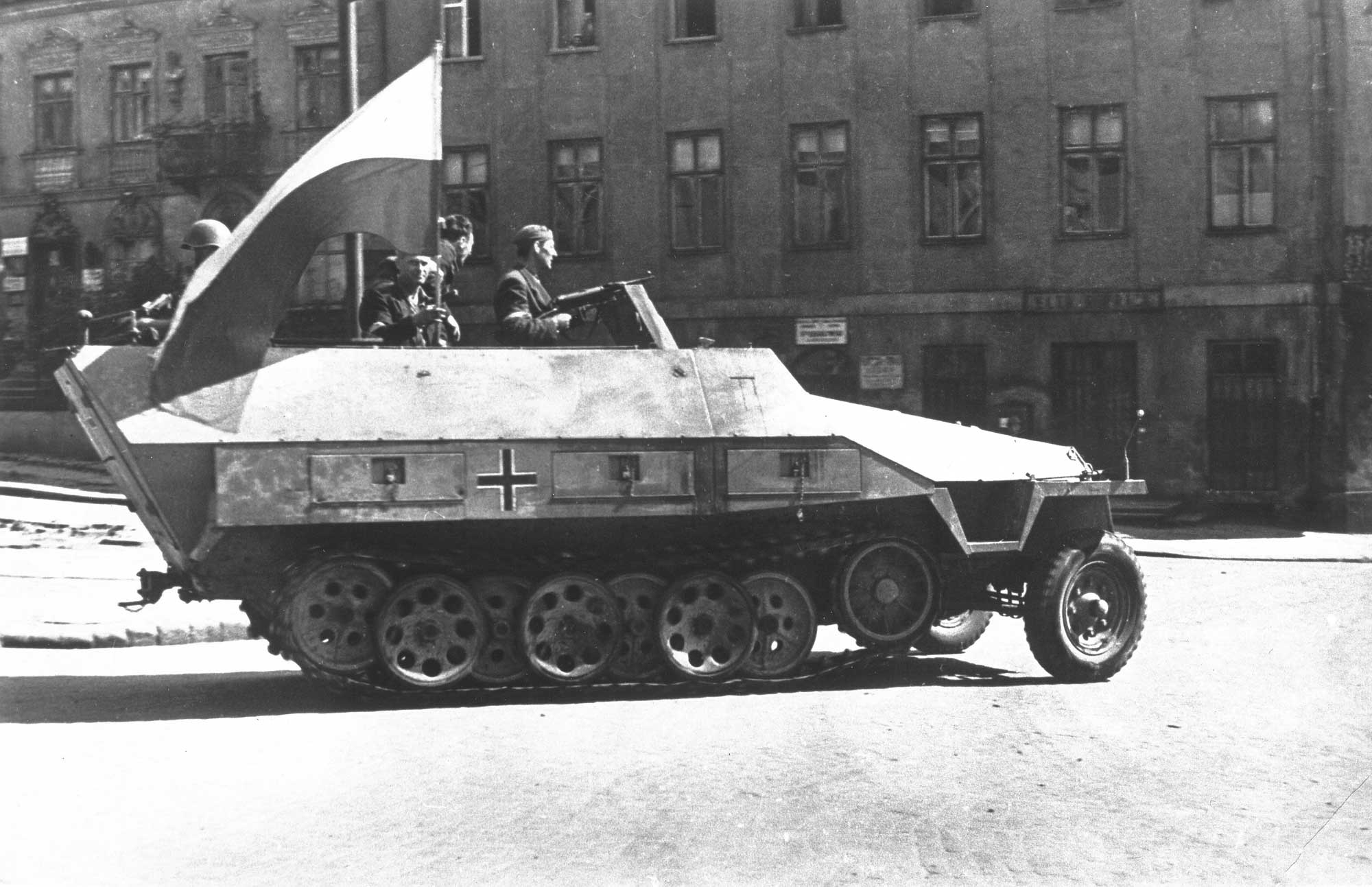
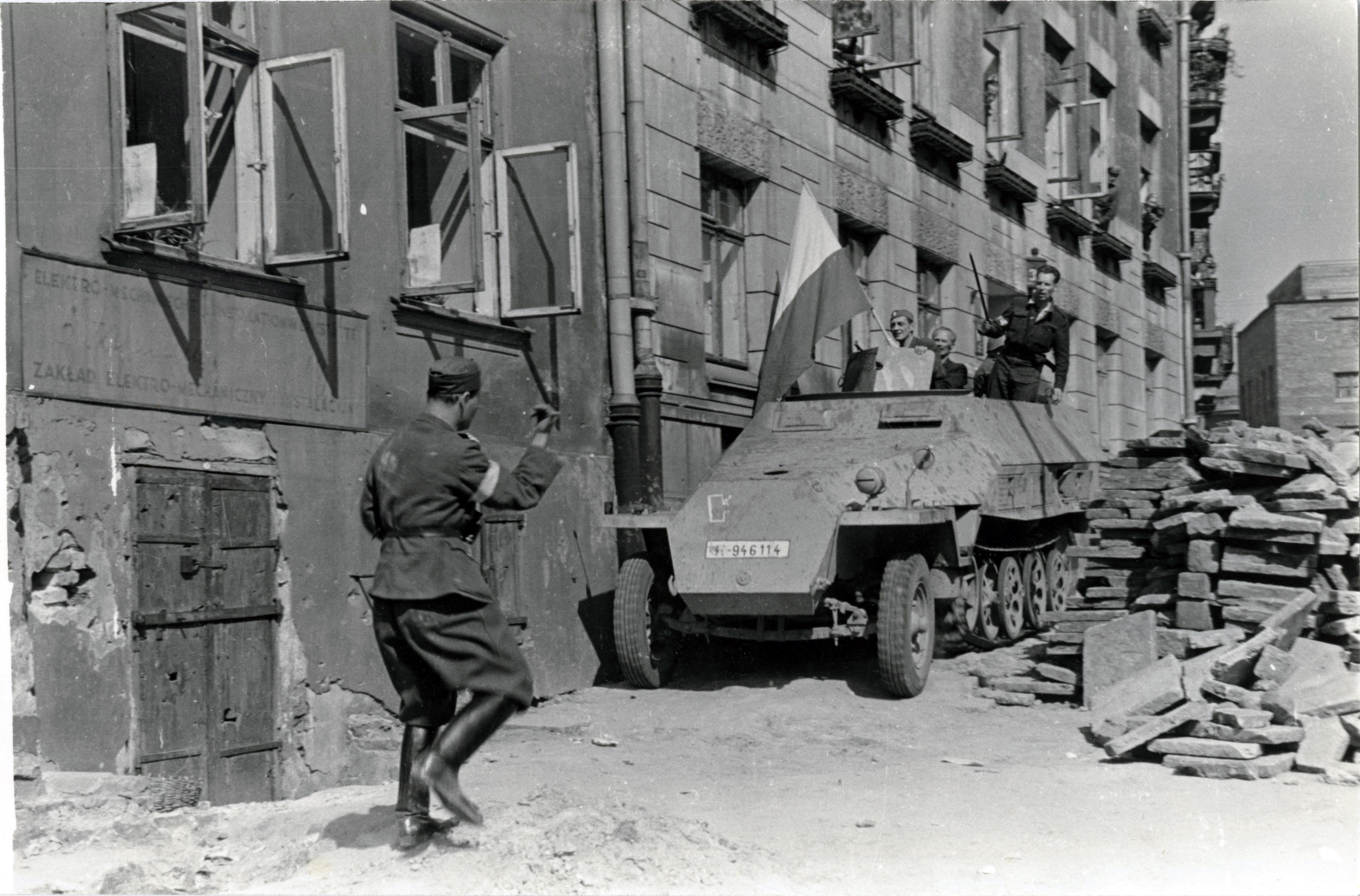
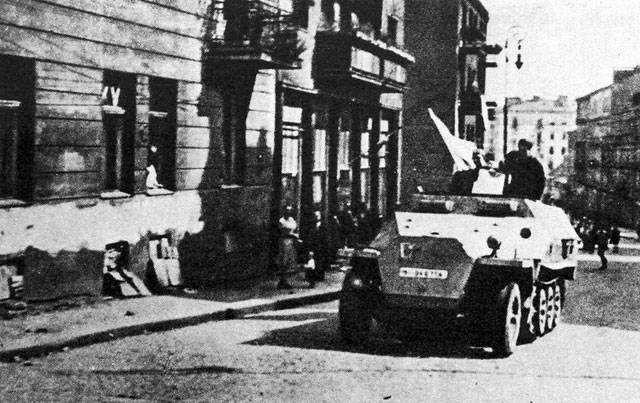
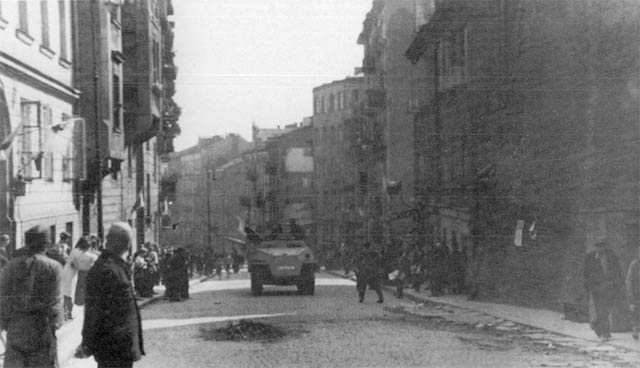
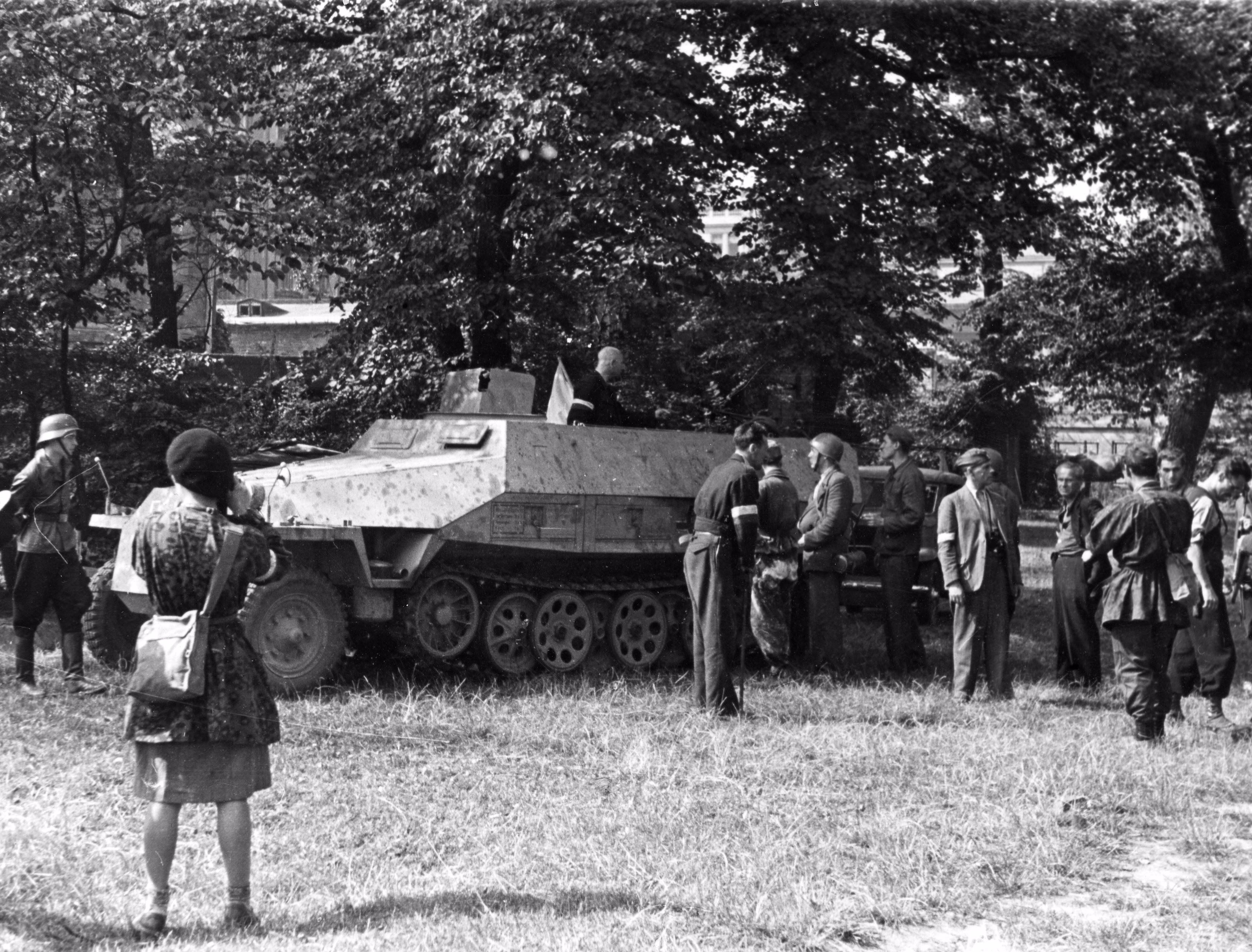
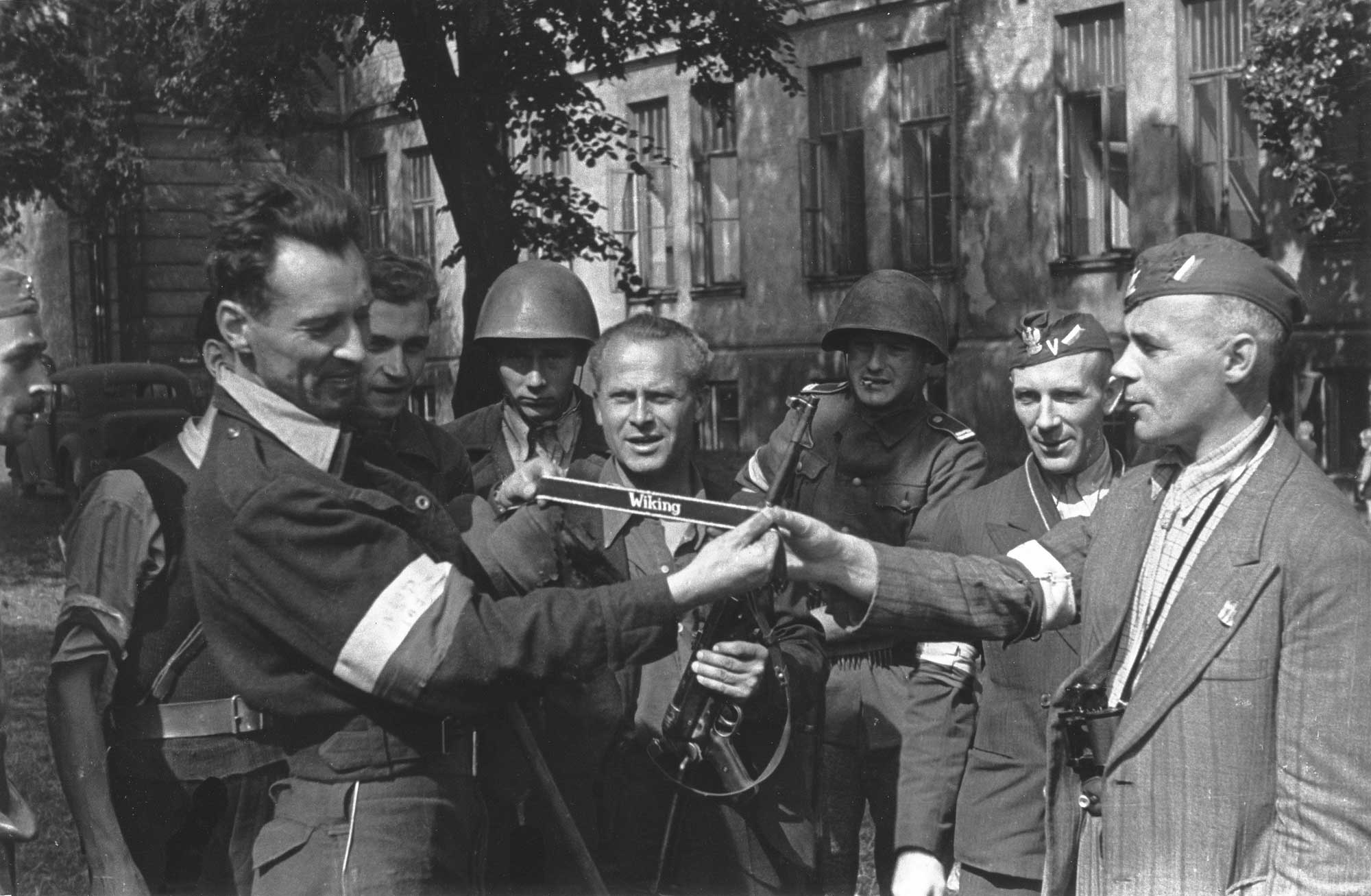
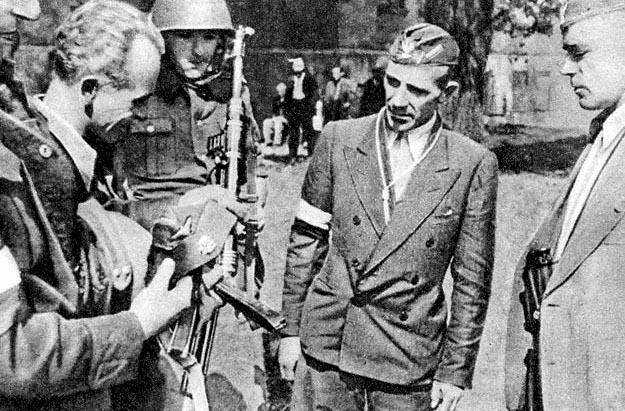
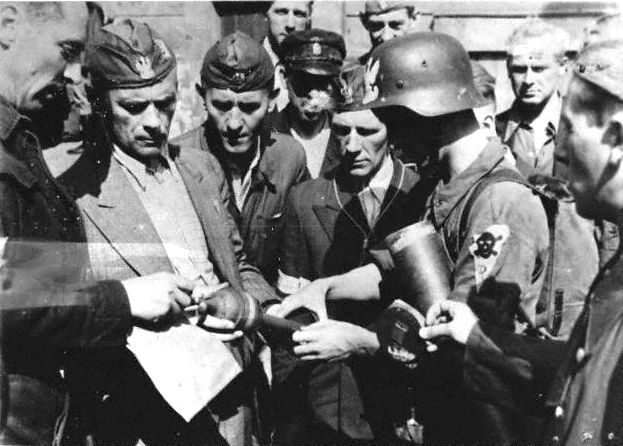
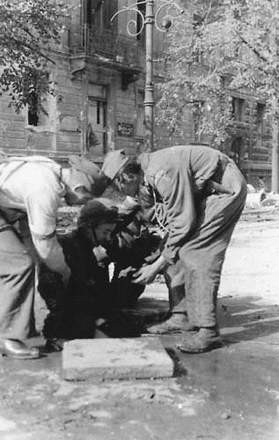
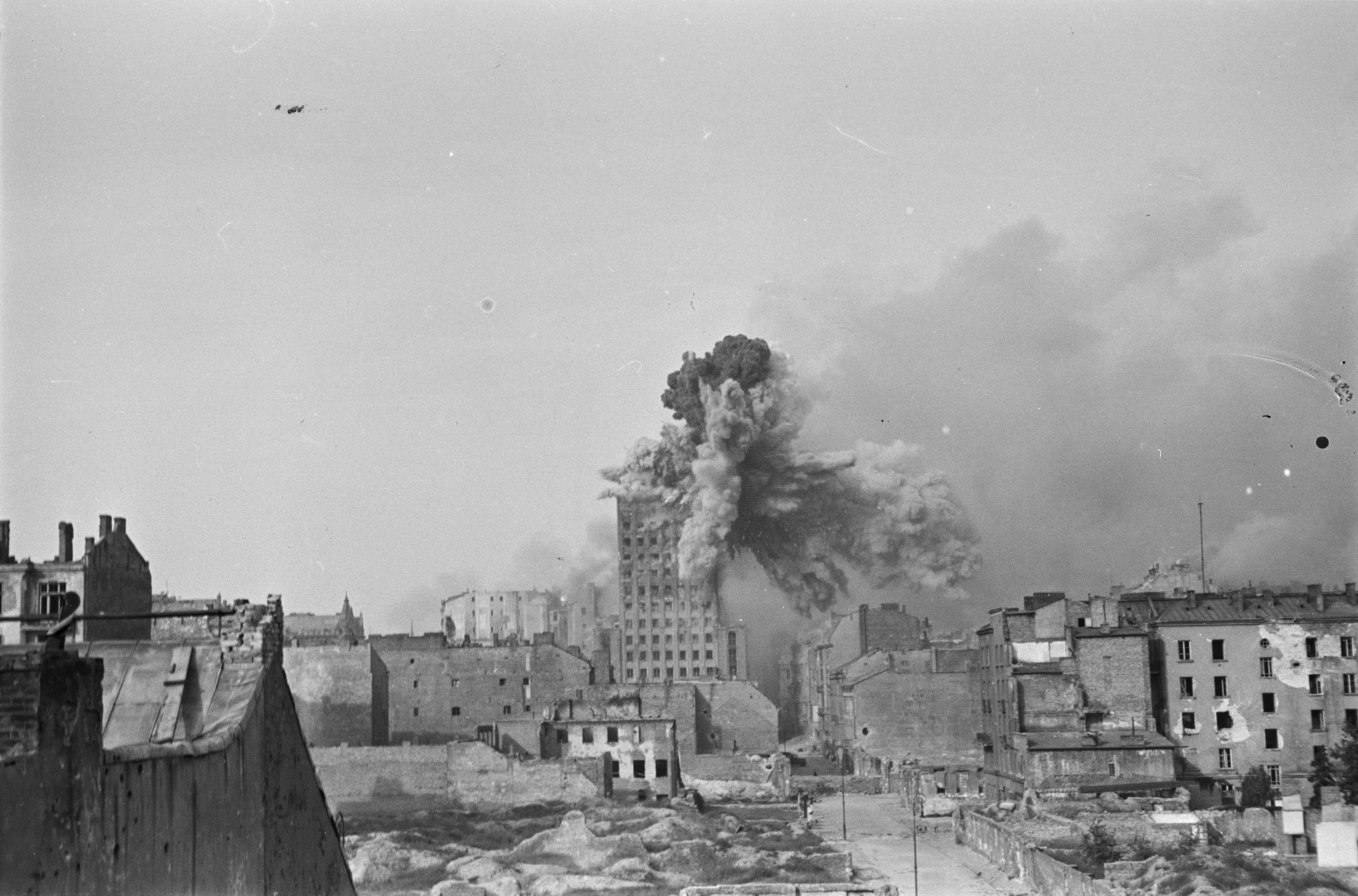
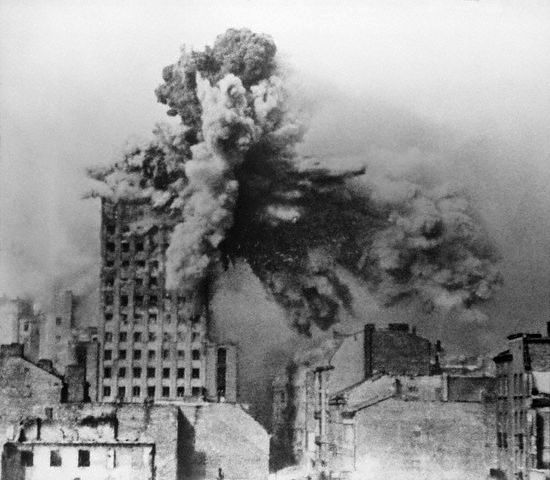
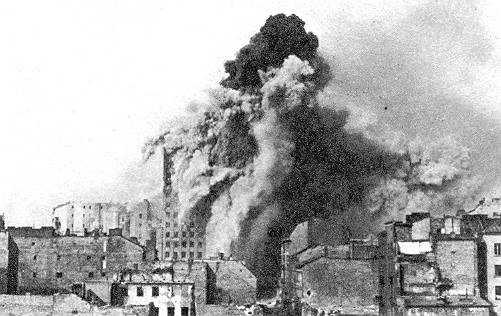
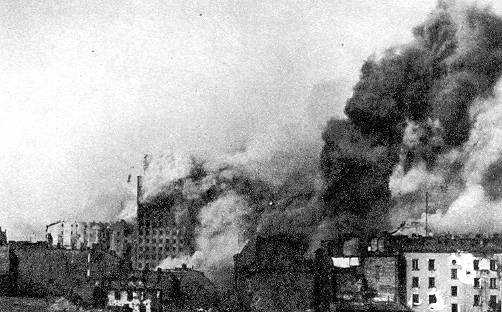
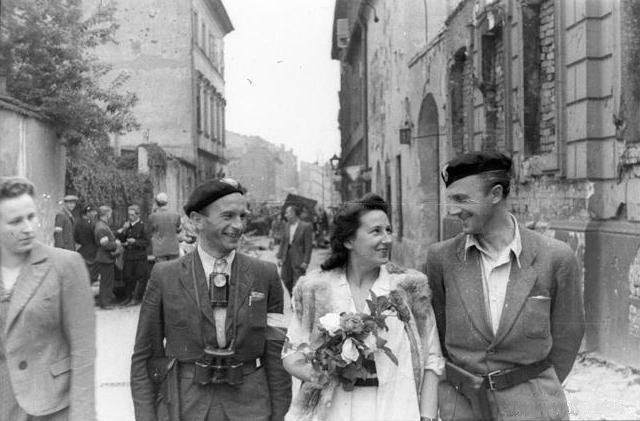
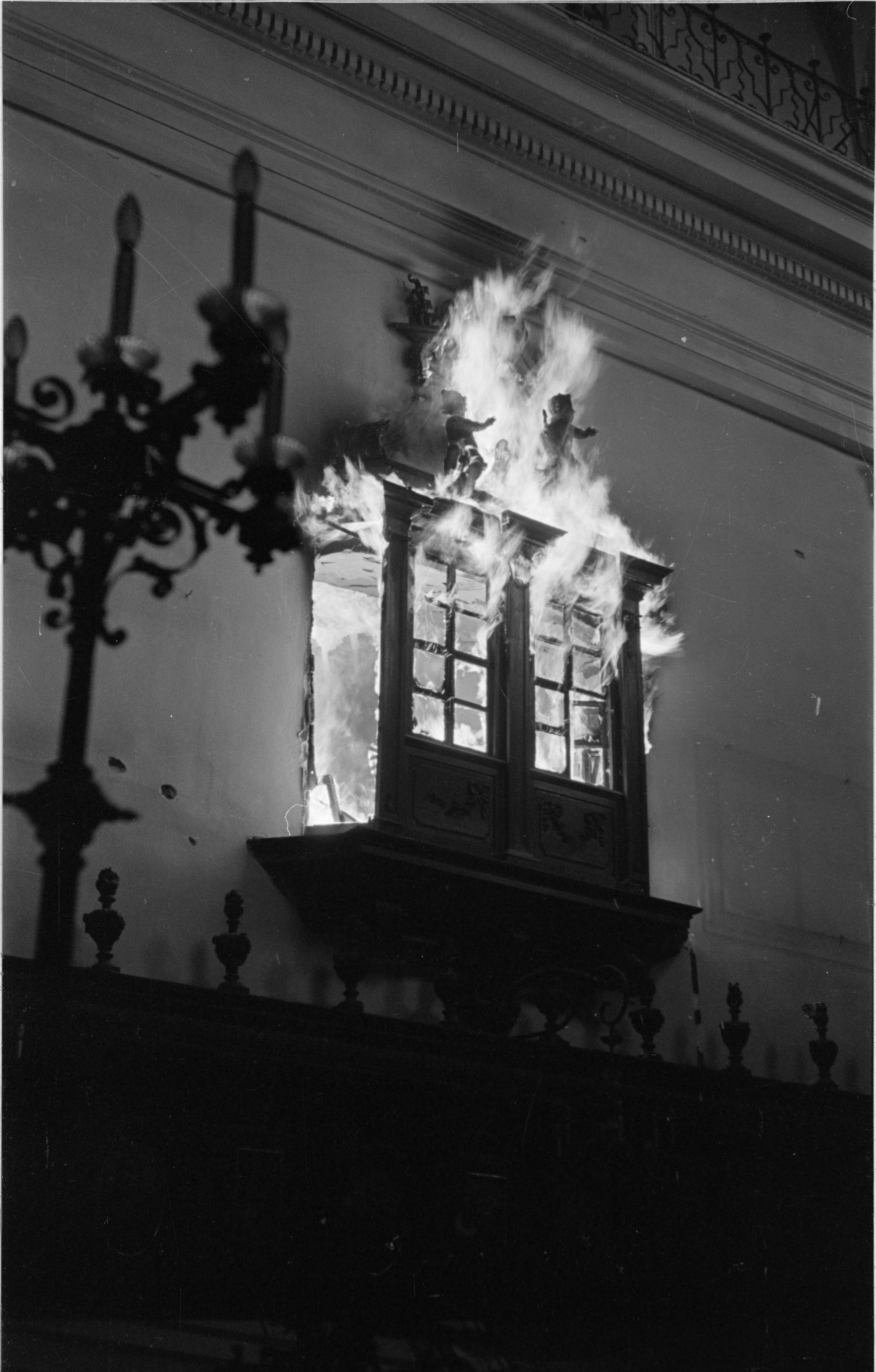
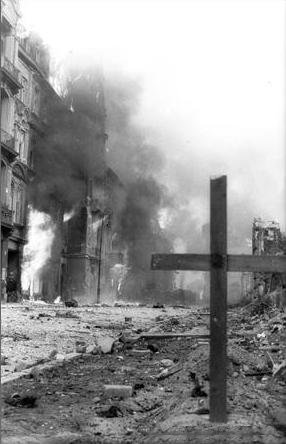
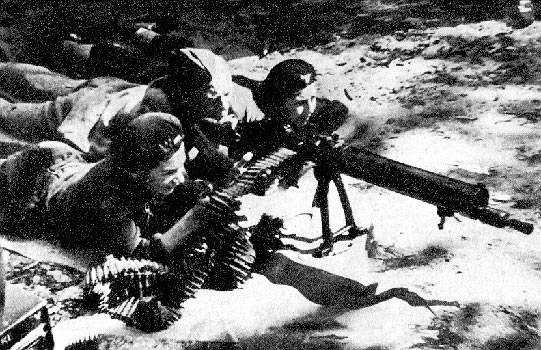
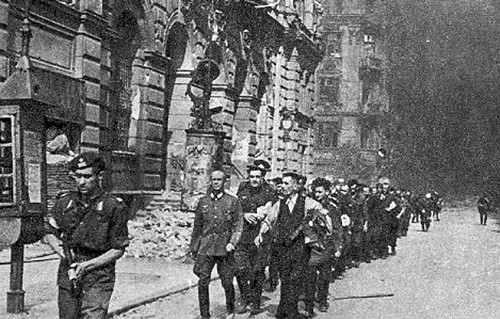
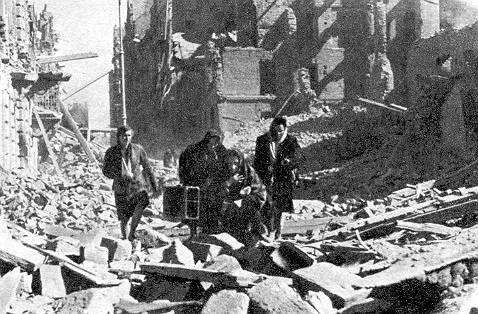
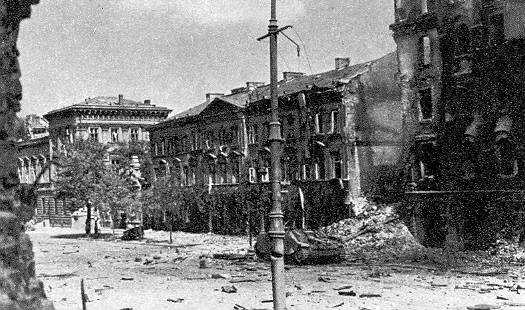
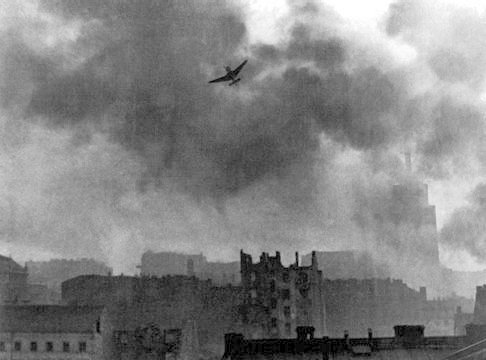